# Scen Sommarbuskis
Scen Sommarbuskis är en buskis-revy från 2009. Revyn bygger på Stefan & Kristers gamla och nyskrivna material, och släpptes som filmprodukt via 2Entertain och Spiderbox.